# Portret Madame X
Portret Madame X (ang. Portrait of Madame X lub Madame X) lub Portret Madame *** – obraz olejny namalowany na płótnie przez amerykańskiego malarza Johna Singera Sargenta. Przedstawia Virginie Amélie Avegno Gautreau, amerykańską emigrantkę, mieszkającą we Francji. Obraz nie powstał na zamówienie, ale z inicjatywy malarza, który liczył na zainteresowanie portretem znanej wśród paryskiego towarzystwa modelki. Został wystawiony na Salonie Paryskim w 1884 roku, lecz zamiast podziwu wywołał istotny dla przebiegu kariery Sargenta skandal. Z tego względu i na życzenie samego malarza tożsamość modelki została przemilczana w tytule obrazu, który Sargent sprzedał Metropolitan Museum of Art w 1916 roku.

## Okoliczności powstania
Przedstawiona na obrazie młoda kobieta, Virginie Amélie Avegno Gautreau (1859–1915), była Amerykanką pochodzącą z Luizjany. Jej ojciec – major Anatole Placide Avegno, z pochodzenia Włoch – zmarł w wyniku ran odniesionych w bitwie pod Shiloh podczas wojny secesyjnej. Matka Marie-Virginie de Ternant była spadkobierczynią 2. markiza de Ternant. Gdy owdowiała, wyjechała z córkami do Francji, Virginie miała wtedy 4 lata. W Paryżu próbowała wprowadzić córki do socjety, ale ich kolonialne pochodzenie i niepewny rodowód uniemożliwiały im powodzenie. Dużym atutem sióstr Avegno była oryginalna uroda, na której Virginie zbudowała swoją tożsamość i zdobyła popularność. Mając 19 lat, poślubiła zamożnego francuskiego bankiera Pierre’a Gautreau i stała się częścią socjety. W paryskich wyższych sferach była znana nie tylko ze swojej urody, ale także z rzekomych romansów.
Jej uroda nie odpowiadała klasycznej definicji kobiecego piękna. Miała duży nos, wąskie usta, nadmiernie wydatny podbródek i wysokie czoło oraz włosy w kolorze zgaszonej miedzi. Jednak jej rysy tworzyły ciekawy profil, podkreślony przez atrakcyjną, zmysłową figurę. Była przesadnie dumna ze swojego wyglądu, rozmyślnie zwracała na siebie uwagę, co było postrzegane jako zarozumiałość. Obficie używała charakterystycznego lawendowego pudru, aby uzyskać efekt bladej skóry. Udało jej się zostać zauważoną, ponieważ kreowała się na osobliwość.
Niekonwencjonalne piękno uczyniło z niej obiekt fascynacji artystów; m.in. amerykańskiego malarza Edwarda Simmonsa. Sportretowali ją Jacques Courtois i Antonio de La Gándara. Sargent również był pod wrażeniem jej ekscentrycznej urody i przewidywał, że malując i wystawiając portret Gautreau na Salonie Paryskim zyska rozgłos oraz liczne zlecenia portretowe. Malarz skontaktował się z Gautreau poprzez swojego bliskiego przyjaciela, a jej kuzyna, Bena Castillo. W liście do niego wyraził nadzieję, że chlubiąca się własną urodą Gautreau zgodzi się pozować, chcąc, aby oddano hołd jej pięknu. Chociaż odmówiła wielu podobnym prośbom artystów, Gautreau przyjęła ofertę Sargenta w lutym 1883 roku. Sargent był emigrantem podobnie jak Gautreau, a ich współpracę interpretowano jako motywowaną pragnieniem osiągnięcia wysokiego statusu we francuskim społeczeństwie.

## Szkice przygotowawcze
Sargent przystąpił do pracy wstępnej wiosną 1883 roku, zamierzał namalować portret w trzy tygodnie i wystawić w majowej edycji Salonu Paryskiego tego samego roku. Pracował wtedy także nad portretem żony amerykańskiego dyplomaty Henry'ego White'a, ale żadnego z obu tych portretów nie ukończył na czas. Ponieważ praca nad obrazem postępowała powoli, zgodnie z sugestią Gautreau w czerwcu udał się do jej posiadłości Les Chênes w Paramé na wybrzeżu Bretanii. Rozpoczął tam serię prac przygotowawczych ołówkiem, akwarelami i farbą olejną. W wyniku tych sesji powstało około trzydziestu szkiców, przedstawiających modelkę w rozmaitych pozach. Sargent podchodził do tematu z różnych punktów widzenia, kładąc nacisk na kontury jej profilu, szyi, ramion i rąk. Studiował modelkę jak rzeźbę, którą należy oglądać ze wszystkich stron. Naszkicował jej twarz w akademickim profilu z lewej i z prawej strony. Przedstawił ją w półpostaci, z ekstrawaganckim dekoltem i ramiączkiem opadający z ramienia. Malując akwarelą, przedstawił modelkę siedzącą na sofie, a na całopostaciowych rysunkach leżącą lub klęczącą na sofie plecami do artysty, spoglądającą przez okno. Pozowała także przy pianinie i czytając książkę. Szkic olejny zatytułowany Madame Gautreau pijąca toast, podobnie jak ostateczne dzieło, przedstawia profil i nagie ramiona modelki na ciemnym tle, ale w bardziej nieformalny sposób, przy użyciu swobodnych pociągnięć pędzla. Sesje były zakłócane przez liczne zobowiązania towarzyskie modelki oraz opiekę nad czteroletnią córką Gautreau, jej matką i domem. W liście do Vernona Lee Sargent skarżył się na jej brak dyscypliny w pozowaniu i przysparzające mu trudności „piękno nie do namalowania”. Liczne szkice świadczą o wielkiej wadze, jaką przykładał do tego dzieła, które miało być przepustką do kariery w Paryżu.

Wybrane szkice przygotowawcze
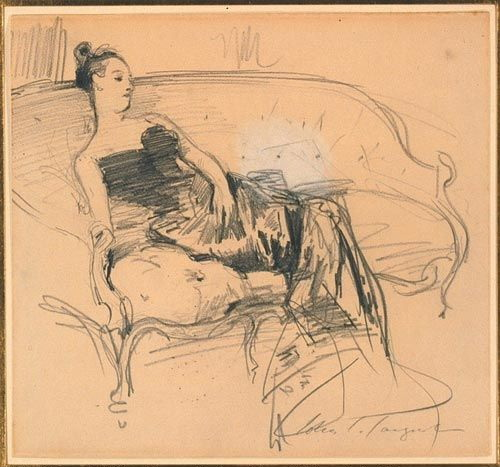
Studium do Madame X
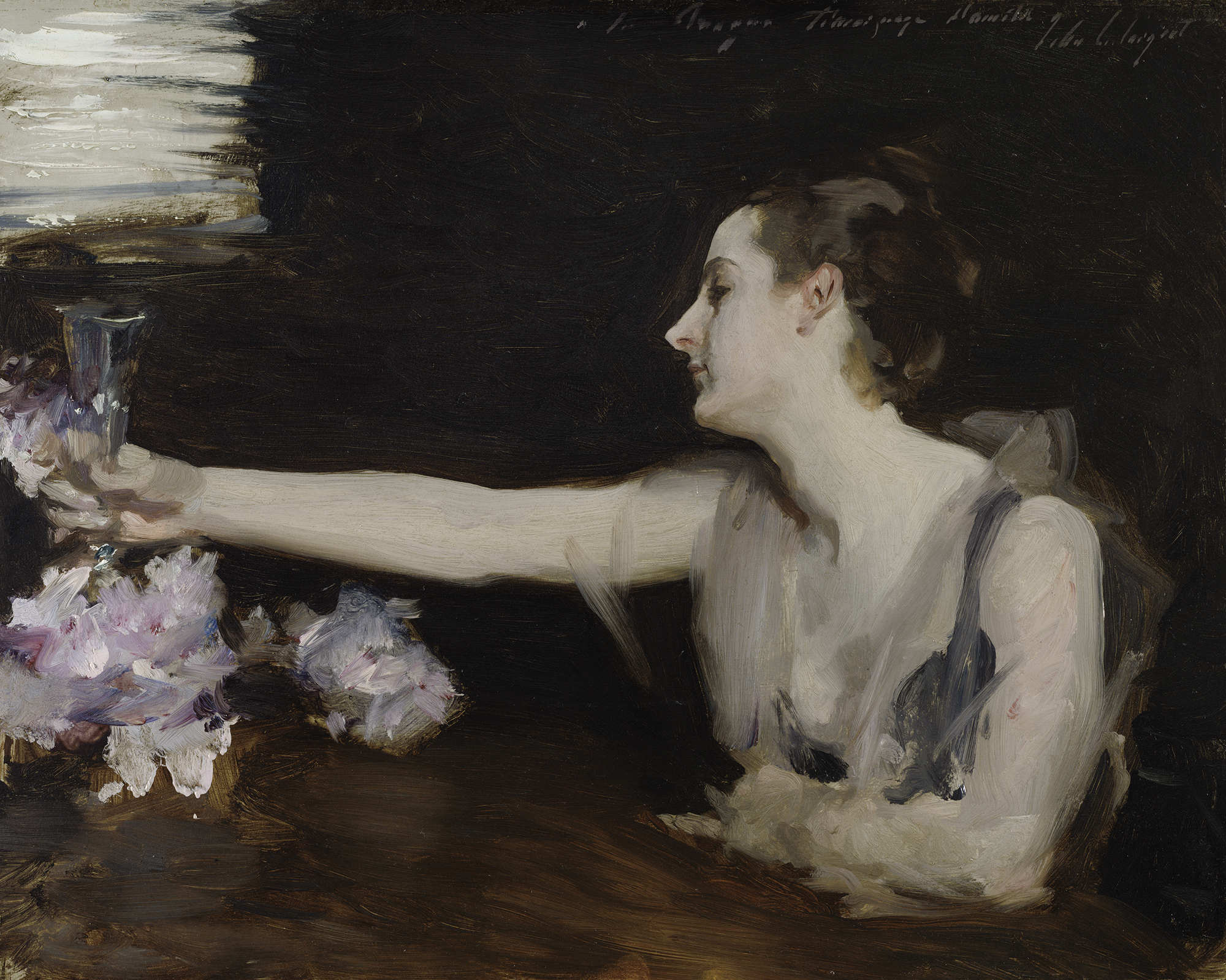
Madame Gautreau pijąca toast
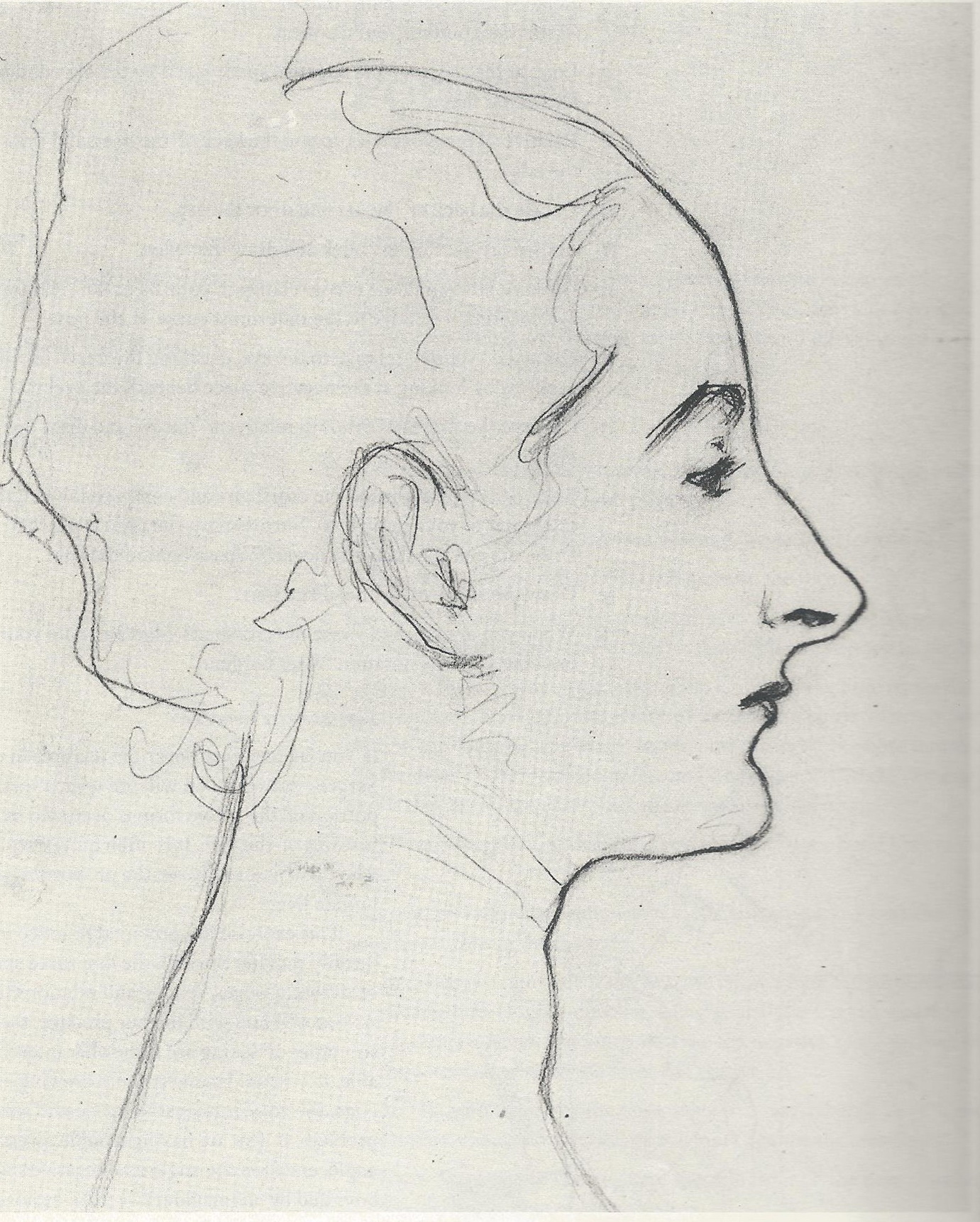
Profil Madame X
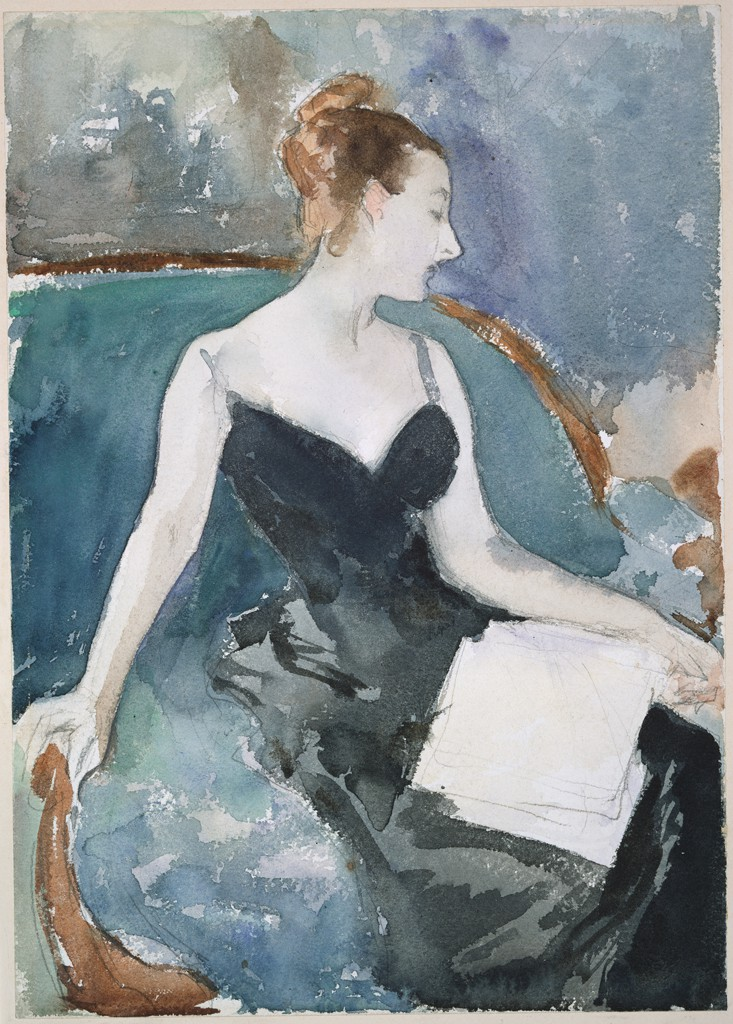
Madame Gautreau
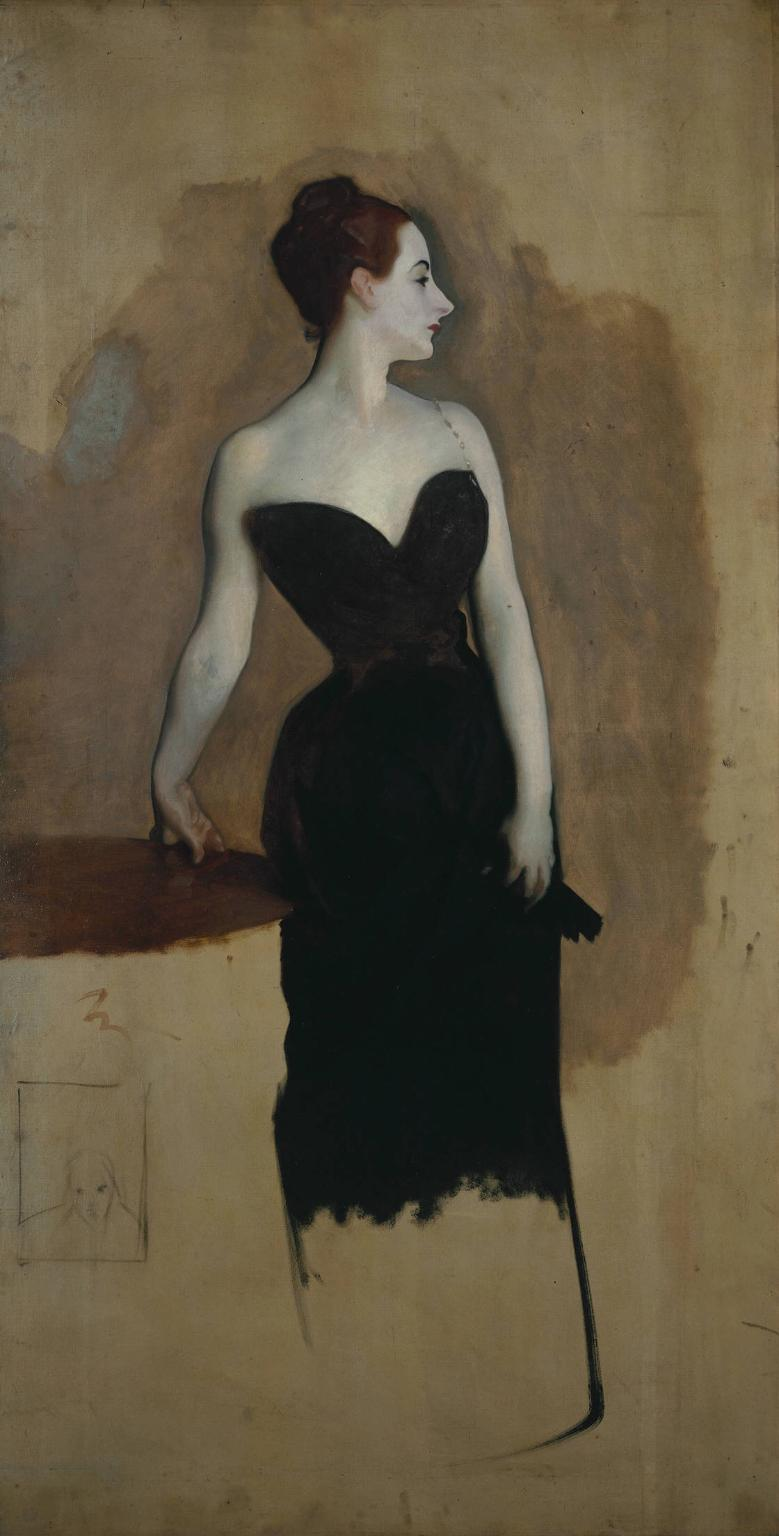
Studium do Madame X

## Opis obrazu
Sargent zdecydował się na duży format, aby wyróżnić dzieło wśród wielu innych prezentowanych na Salonie Paryskim. Podobnie postąpił w poprzednich edycjach, wystawiając wielkoformatowe Córki Edwarda Darleya Boita i El Jaleo. Jednocześnie obawiał się niepochlebnego przyjęcia, ponieważ portret odbiegał od poprzednich dzieł. Kolorystyka była mroczna i niemal monochromatyczna, pociągnięcia pędzlem bardziej szczegółowe i wykończone, a sposób przedstawienia prowokujący.
Ostatecznie wybrana poza była inna niż na wszystkich szkicach przygotowawczych. Gautreau stoi przodem do widza, jej głowa jest odwrócona profilem, a lewa ręką wyciągnięta z tyłu i wsparta na niskim stoliku. W efekcie malarz stworzył napięcie na szyi i ramieniu, i podkreślił elegancką sylwetkę modelki. Rzeźbiony stolik w stylu empire, stanowiący podporę, nawiązuje do postury i krągłości postaci. W drugiej ręce, opartej o udo, trzyma ona parę czarnych rękawiczek. Malując prawe ramiączko sukni, zsuwające się z ramienia, Sargent podkreślił śmiały, osobisty styl modelki. Fryzura Gautreau jest wzorowana na modzie starożytnej Grecji, a wpięty we włosy diamentowy półksiężyc jest atrybutem bogini łowów Diany. Ta ozdoba została wybrana przez samą modelkę, jako część wizerunku nietypowej osobistości, który kreowała. Nieliczne elementy dekoracyjne miały kojarzyć się klasycznie: należały do nich półksiężyc we włosach i zdobiące nogi stołu syreny, uwodzicielki z greckiej mitologii. Postać przedstawiona w dynamicznym kontrapoście jest spięta, umieszczona w neutralnej przestrzeni wydaje się odległa dla widza. Głowa odwrócona od widza narusza kanon portretu salonowego i wzmacnia arogancję mowy ciała modelki.
Do oddania jej nienaturalnej, bladej karnacji Sargent użył palety złożonej z ołowianej bieli, różu marzanny, cynobru, zieleni Guigneta i węgla kostnego. Dodatkowo różem podkreślił ucho. Rysunek postaci, wyrazisty profil, zawiła poza i muskulatura ramienia sugerują, że czerpał z takich dzieł jak Batszeba idąca do króla Dawida Francesca Salviatiego.
Radiografia obrazu wykazała liczne zmiany wprowadzone w trakcie procesu twórczego, zwłaszcza w pozycji twarzy i rąk. Profil twarzy został przesunięty przynajmniej osiem razy, przez co również ucho zmieniało położenie. Prawa ręka pierwotnie była oparta o biodro, a dekolt był głębszy. Widoczne jest także, że ramiączko sukni było pierwotnie na ramieniu i zostało przemalowane na opuszczone, aby ponownie wrócić na miejsce po wystawie. W tym samym czasie Sargent pracował nad portretem matki swojego przyjaciela Mrs Harry Vane Milbank. Istnieją podobieństwa między tym portretem a wersjami Madame X odkrytymi przez radiografię, możliwe, że posłużył malarzowi do wypróbowania pomysłów na kompozycję portretu Gautreau.
W prawym dolnym rogu znajduje się podpis autora i data: John S. Sargent 1884.

## Salon Paryski i krytyka

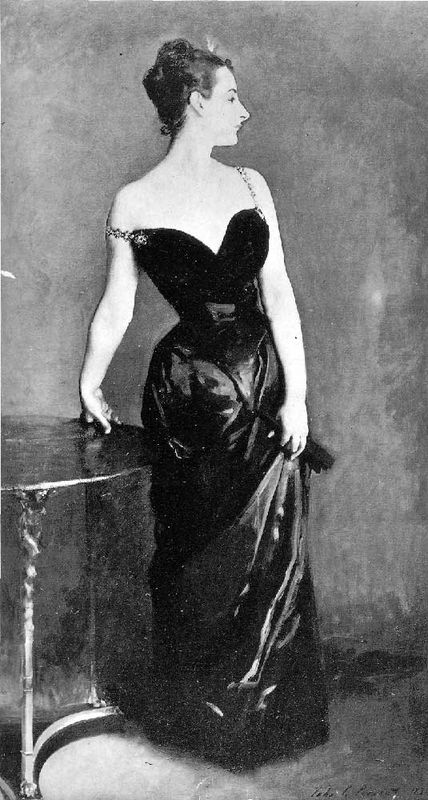
Zdjęcie przedstawia obraz wystawiony w Salonie Paryskim w 1884 roku, zanim Sargent przemalował śmiałe, opadające ramiączko sukni

Udział Sargenta w wystawach Salonu Paryskiego nigdy nie był pozbawiony ryzyka. Wystawiał kontrowersyjne dzieła, na granicy tego, co konwencjonalnie było uznawane za dopuszczalne i w dobrym tonie. Po odsłonięciu portretu w Salonie z 1884 pod enigmatycznym tytułem Portrait de Mme *** widzowie byli zszokowani, a nawet zgorszeni. Poza postaci została uznana za wyniosłą i seksualnie sugestywną, dekolt za nieprzyzwoity, karnacja za nienaturalną i dekadencką, właściwą rozkładającemu się ciału. Krytycy zarzucali Sargentowi nieposzanowanie konwencji malarskich i kanonów sztuki. Szczególną dezaprobatę wyrażano dla ozdobionego klejnotami ramiączka sukni. W oryginalnej wersji obrazu ramiączko prowokacyjnie opadało na prawe ramię modelki, sprawiając wrażenie, że cała suknia może się w każdej chwili zsunąć. W rzeczywistości góra sukni opierała się na solidnej metalowo-fiszbinowej konstrukcji, a ramiączka pełniły jedynie funkcję dekoracyjną. Po wystawie Sargent przemalował ramiączko sukni, tak aby wizualnie ją podtrzymywało. Zmienił także odcienie tła z wielobarwnej palety na połączenie ochry, czerni i bieli oraz wprowadził zmianę w perspektywie stolika, obniżając jego brzeg tak, aby ukrył rozciągnięte ramiona kariatydy na rzeźbionej nodze.
Przyjaciel malarza Ralph Curtis opisał reakcję publiczności w liście do swoich rodziców. Według jego relacji wokół obrazu panowała gorączkowa atmosfera, widzowie tłoczyli się przed portretem, który stał się przedmiotem głośno wykrzykiwanych kpin i zażartych dyskusji. Malarz był dotknięty reakcją publiczności. Tego samego dnia Gautreau i jej matka zapłakane odwiedziły malarza w jego warsztacie. Matka Gautreau skarżyła się: „Moja córka jest stracona, cały Paryż z niej drwi”. Groziła także pojedynkiem w obronie honoru córki, nie precyzując jednak, kto miałby stanąć przeciwko malarzowi. Próba zachowania anonimowości modelki nie powiodła się, dlatego na skutek skandalu zarówno Gautreau, jak i jej matka, publicznie nawoływały Sargenta do wycofania obrazu z wystawy – ten jednak odmówił. Zdjął go tuż przed zamknięciem Salonu, być może obawiając się, że zostanie zniszczony przez kogoś z rodziny modelki. Oburzony mąż Gautreau odmówił zakupu.
Nieliczne głosy krytyki doceniały wartość obrazu. Pisarka Judith Gautier, która również pozowała Sargentowi, napisała w swojej recenzji w dzienniku „Le Rappel”, że publiczność Salonu stała przed obrazem oniemiała, nie rozumiejąc, jakie dzieło miała przed sobą. Uznała portret za „precyzyjny wizerunek nowoczesnej kobiety, skrupulatnie nakreślony przez malarza, który jest mistrzem sztuki”. Artystka Marija Baszkircewa, znana z wnikliwych opinii, uznała obraz za mistrzowski portret „pięknej madame, która wygląda okropnie w świetle dnia”. Louis de Fourcaud zrecenzował obraz w „Gazette des beaux-arts” jako dostojne dzieło, manifestację realizmu w przedstawieniu „profesjonalnego piękna”. Obraz symbolicznie ukazuje awans nowej elity gospodarczej poprzez niezwykły pokaz jej siły nabywczej – w postaci wykwintnej mody. Według Fourcauda Madame X ukazuje idola i jego społeczną rolę, ikonę konsumpcjonizmu przedstawioną niczym „figura umieszczona w herbie przez heraldyka”.
Przeważający krytyczny odbiór i skandal były rozczarowaniem zarówno dla artysty, jak i dla modelki. Sprawa upokorzyła Gautreau, a Sargent wkrótce opuścił Paryż i przeniósł się na stałe do Londynu. Dla Sargenta wystawienie Madame X było częścią strategii, którą obrał dla swojej kariery. Z każdym obrazem budował swoją reputację, aby zyskać akceptację wśród paryskiego społeczeństwa. Do tego czasu jego kariera była szeregiem niekwestionowanych sukcesów, po raz pierwszy spotkał się z druzgocącą krytyką. Taktyka z Salonu była po części motywowana jego podziwem dla Olimpii Maneta, która również wywołała skandal, aby później zyskać uznanie. Spodziewając się sukcesu i zamówień Sargent zawczasu przeniósł swoje atelier do modniejszej lokalizacji. Gautreau również była świadoma, że jej portret miał wzbudzić kontrowersje. Dla niej obraz był okazją do promowania swojej oryginalności i przyćmienia konkurencji. Koncepcja była wspólna dla obojga obcokrajowców szukających sławy, których narodowość, według Patricii Hills, nie była bez znaczenia dla reakcji paryskiego środowiska. Krytycy szydzili z samej Gautreau, a obraz posłużył jako pretekst. Ryzyko, które Sargent podjął swoim kontrowersyjnym obrazem, okazało się zbyt duże i przyniosło efekt odwrotny od oczekiwanego. Chociaż portret zaprzepaścił plany kariery Sargenta we Francji, być może przyczynił się do sukcesu w Wielkiej Brytanii i Ameryce. Dwie dekady później, w 1905, obraz docenił francuski arystokrata i arbiter elegancji hrabia de Montesquiou. Uznał Madame X za najlepsze dzieło Sargenta i żałował, że ten nie zignorował krytyki i wyjechał do Londynu, bez dalszych osiągnięć na tym poziomie.

## Wpływ na kulturę

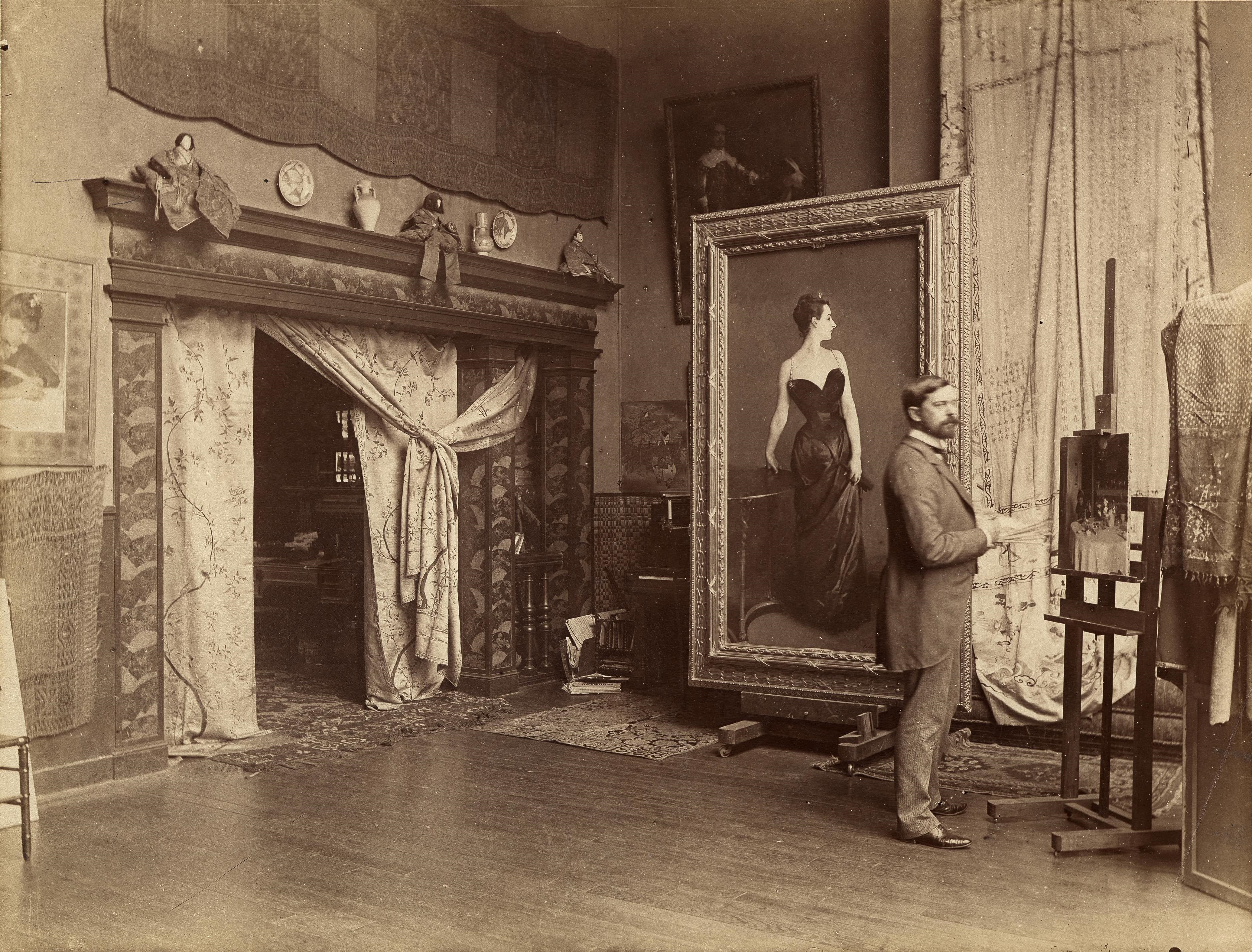
Sargent w swoim atelier w Paryżu, 1885

Suknia Madame X była inspiracją kostiumu Rity Hayworth z filmu Gilda. Aktorka ma na sobie czarną, satynową suknię bez ramion, która podobnie jak suknia Gautreau sprawia wrażenie, że może zsunąć się z kobiecego ciała. Rita Hayworth nosi ją w kluczowej scenie, kiedy śpiewa piosenkę Put the Blame on Mame, o tym, że „ekstremalna seksualność” kobiet, gorąca czy zimna, prowadzi do nieszczęścia.

## Proweniencja
Obraz pozostawał własnością malarza przez ponad 30 lat; wisiał w jego atelier w Paryżu, a później w Londynie, jednak nie był pokazywany publicznie. Dopiero od 1905 Sargent zaczął pokazywać go na licznych międzynarodowych wystawach. W 1916 roku, po śmierci Gautreau, sprzedał go Metropolitan Museum of Art, gdzie obecnie się znajduje. W liście do ówczesnego dyrektora muzeum Edwarda Robinsona Sargent nazwał obraz swoim najlepszym dziełem, zaznaczył też, że modelka powinna pozostać anonimowa. Zmienił tytuł na bardziej dramatyczny i tajemniczy – Madame X, nawiązujący do archetypu kobiety.